# Scytodes gilva
Espèce
Synonymes
- Dictis gilva Thorell, 1887

Scytodes gilva est une espèce d'araignées aranéomorphes de la famille des Scytodidae.

## Distribution
Cette espèce se rencontre en Inde et en Birmanie.

## Description
La femelle holotype mesure 5,5 mm.
Le mâle décrit par Thorell en 1895 mesure 4,25 mm.

## Publication originale
- Thorell, 1887 : Viaggio di L. Fea in Birmania e regioni vicine. II. Primo saggio sui ragni birmani. Annali del Museo civico di storia naturale di Genova, vol. 25, p. 5-417 (texte intégral).